# Historiskan
Historiskan är en svensk historietidskrift, som ges ut av Systerskapet AB sedan 2015 med fyra nummer per år och är en kvinnohistorisk tidskrift. Historiskan vill ge ”en motvikt till den manliga historieskrivningen genom att sätta historiens kvinnor i fokus.”

## Historik
Eva Bonde och Jennie Lindholm arbetade på LRF Media med de historiska tidskrifterna Allt om historia respektive Populär historia. De hade båda noterat att kvinnorna hade en undanskymd plats i historiebeskrivningen och att det även gällde tidskrifterna de arbetade med. De startade en Facebooksida som lyfte fram kvinnor i historien och den fick visst stöd av förlaget. Facebooksidan blev populär och de övertalade förlaget att få arbeta deltid med projektet för att ge ut en papperstidning. Det första numret kom ut i april 2015 och såldes i 7 000 exemplar. Eva Bonde och Jennie Lindholm tyckte att förlaget visade för svagt intresse till projektet och sommaren 2015 sade Eva Bonde upp sig och startade en gräsrotskampanj i syfte att ge ut tidskriften på eget förlag. Målet på 295 000 kronor nåddes och det första numret under egen utgivning kom ut i december 2015. Sedan dess har Historiskan kommit ut med fyra nummer per år. Jennie Lindholm anslöt till tidningen hösten 2016 men slutade igen hösten 2017.
Eva Bonde driver tidningen och förlaget Systerskapet AB på egen hand.  Historiskans redaktion består av chefredaktör Eva Bonde och layoutansvarig Josefina Ott Kann. 

## Övrig verksamhet
Utöver tidningen har Historiskan ett antal samarbeten[förklaring behövs] till exempel med Sveriges Radio P3 och Skarhults slott för att sprida kunskap om kvinnohistoria. Sedan 8 mars 2016 driver Historiskans chefredaktör en onlinebokcirkel med fokus på böcker av och om historiska kvinnor. Det arrangeras också kvinnohistoriska events som författarkvällar och föreläsningar i Historiskans lokaler.
Hösten 2017 lanserade Historiskan crowdfunding spelet Vet Ni!, som är ett frågespel om svensk kvinnohistoria.